# 易卜拉欣二世 (尕勒莽)
易卜拉欣二世（İbrahim II；？—1464年），尕勒莽王朝的贝伊。

## 易卜拉欣貝伊與奧斯曼帝國
易卜拉欣貝伊是穆罕默德貝伊的兒子。他反抗他的叔叔阿里貝伊，1424年在得到奧斯曼帝國的支持下成為尕勒莽王朝的贝伊；然而奧斯曼的幫助並沒有保證易卜拉欣對帝國的忠誠。他暗自與匈牙利王國結盟對抗奧斯曼。

## 大眾傳媒下的易卜拉欣
2012年土耳其歷史動作片《征服 1453》中，易卜拉欣由阿爾斯蘭·伊茲密爾飾演。他被描述為因皇帝君士坦丁十一世挑起而對抗奧斯曼帝國的贝伊，後來他決定與穆罕默德二世達成和平協議。